# Dacetinops
Dacetinops é um gênero de insetos, pertencente a família Formicidae.

## Espécies
- Dacetinops cibdela
- Dacetinops cibdelus
- Dacetinops cirrosus
- Dacetinops concinna
- Dacetinops concinnus
- Dacetinops darlingtoni
- Dacetinops ignotus
- Dacetinops solivagus
- Dacetinops wilsoni